# Соища
Соища (произношение в местния говор: Соишча) е бивше село в Егейска Македония, Гърция, на територията на дем Хрупища, област Западна Македония.

## География
Селото е било разположено между Старичани, Брещени и Псора. Имало е две махали - Горно и Долно Соища. Реката, на която се е намирало селото, приток на Галешово, продължава да носи името Соища.

## История
Селото е напуснато след 1879 година от жителите си под натиск от Костурската митрополия, тъй като населението отказва да се обяви за гърци. Селяните се заселват в Старичани, Лудово, Жужелци и други села.